# Radio Ga Ga
Radio Ga Ga is een single uit 1984 van de Britse rockgroep Queen, geschreven door drummer Roger Taylor. De single is eind 1983 opgenomen in The Record Plant te Los Angeles, Californië (in de Verenigde Staten). Het is het openingsnummer van het album The Works uit 1984. Tevens staat het nummer op de verzamelaar Greatest Hits II.

## Achtergrond
De plaat werd wereldwijd een enorme hit en bereikte in onder meer thuisland het Verenigd Koninkrijk de nummer 2-positie in de UK Singles Chart. In Ierland werd de nummer 1-positie behaald  evenals in Denemarken, Zweden, Noorwegen, Finland en Italië. In Canada werd de 11e positie bereikt, Australië de 2e, Nieuw-Zeeland de 4e en Duitsland de 2e.
In de Verenigde Staten, waar de plaat is opgenomen, bereikte de plaat slechts de 16e positie in de Billboard Hot 100.
In Nederland was de plaat op maandag 23 januari 1984 de 204e AVRO's Radio en TV-Tip op Hilversum 3 en werd een hit in de destijds drie landelijke hitlijsten op de nationale publieke popzender. De plaat bereikte de nummer 1-positie in zowel de Nederlandse Top 40 als de TROS Top 50. In de Europese hitlijst op Hilversum 3, de TROS Europarade, bereikte de plaat eveneens de nummer 1-positie. In de Nationale Hitparade werd de 2e positie bereikt. 
In België bereikte de single de nummer 1-positie in zowel de voorloper van de Vlaamse Ultratop 50 als de Vlaamse Radio 2 Top 30. In Wallonië werd géén notering behaald. 
De plaat gaat over de toename van de populariteit van de televisie, ten koste van die van de radio. Taylor vond voor deze single onder andere inspiratie in de plaat Video Killed the Radio Star van The Buggles uit 1979. In eerste instantie was het nummer bedoeld voor een soloalbum, en is het geschreven met een synthesizer en drumcomputer. Maar de overige bandleden zagen potentie in het nummer, John Deacon schreef een baslijn en Freddie Mercury polijstte het nummer verder. Bij de opnames was, naast de vier bandleden, ook Fred Mandel aanwezig. Hij heeft de 'synthbas' geprogrammeerd, alsmede de Roland VP330+ vocoder.
Naast een groot single succes, was het nummer live ook een publieksfavoriet. Tijdens het refrein deed het publiek de handklapbewegingen zoals ze in de videoclip gedaan werden, massaal na (handen boven hoofd, twee keer klappen, handen terug boven hoofd). De videoclip bevat beelden van de door Giorgio Moroder bewerkte klassieke film Metropolis. Leden van de Queen-fanclub vormden de figuranten die in de clip de handklap-scène uitvoerden. 
Op het Freddie Mercury Tribute Concert op Tweede Paasdag 20 april 1992 in Wembley Stadium in Londen, werd het nummer vertolkt door Paul Young. In 2004 werd het nummer gecoverd door Electric Six. Lady Gaga heeft aangegeven haar artiestennaam aan dit nummer te ontlenen.
Sinds de allereerste editie in december 1999 staat de plaat onafgebroken genoteerd in de jaarlijkse NPO Radio 2 Top 2000 van de Nederlandse publieke radiozender NPO Radio 2, met als hoogste notering een 138e positie in 2018.

## Trivia
- Roger Taylor kwam op het idee voor dit nummer toen hij zijn zoontje wat hoorde brabbelen in de trant van radio goe goe.

## Hitnoteringen

### Nederlandse Top 40
| "Radio Ga Ga" in de Nederlandse Top 40 - binnen: 04-02-1984 | "Radio Ga Ga" in de Nederlandse Top 40 - binnen: 04-02-1984 | "Radio Ga Ga" in de Nederlandse Top 40 - binnen: 04-02-1984 | "Radio Ga Ga" in de Nederlandse Top 40 - binnen: 04-02-1984 | "Radio Ga Ga" in de Nederlandse Top 40 - binnen: 04-02-1984 | "Radio Ga Ga" in de Nederlandse Top 40 - binnen: 04-02-1984 | "Radio Ga Ga" in de Nederlandse Top 40 - binnen: 04-02-1984 | "Radio Ga Ga" in de Nederlandse Top 40 - binnen: 04-02-1984 | "Radio Ga Ga" in de Nederlandse Top 40 - binnen: 04-02-1984 | "Radio Ga Ga" in de Nederlandse Top 40 - binnen: 04-02-1984 | "Radio Ga Ga" in de Nederlandse Top 40 - binnen: 04-02-1984 |
| Week                                                        | 01                                                          | 02                                                          | 03                                                          | 04                                                          | 05                                                          | 06                                                          | 07                                                          | 08                                                          | 09                                                          |                                                             |
| ----------------------------------------------------------- | ----------------------------------------------------------- | ----------------------------------------------------------- | ----------------------------------------------------------- | ----------------------------------------------------------- | ----------------------------------------------------------- | ----------------------------------------------------------- | ----------------------------------------------------------- | ----------------------------------------------------------- | ----------------------------------------------------------- | ----------------------------------------------------------- |
| Nummer                                                      | 20                                                          | 4                                                           | 2                                                           | 1                                                           | 2                                                           | 5                                                           | 8                                                           | 13                                                          | 30                                                          | uit                                                         |

### Nationale Hitparade
| "Radio Ga Ga" in de Nationale Hitparade - binnen: 11-02-1984 | "Radio Ga Ga" in de Nationale Hitparade - binnen: 11-02-1984 | "Radio Ga Ga" in de Nationale Hitparade - binnen: 11-02-1984 | "Radio Ga Ga" in de Nationale Hitparade - binnen: 11-02-1984 | "Radio Ga Ga" in de Nationale Hitparade - binnen: 11-02-1984 | "Radio Ga Ga" in de Nationale Hitparade - binnen: 11-02-1984 | "Radio Ga Ga" in de Nationale Hitparade - binnen: 11-02-1984 | "Radio Ga Ga" in de Nationale Hitparade - binnen: 11-02-1984 | "Radio Ga Ga" in de Nationale Hitparade - binnen: 11-02-1984 | "Radio Ga Ga" in de Nationale Hitparade - binnen: 11-02-1984 |
| Week                                                         | 01                                                           | 02                                                           | 03                                                           | 04                                                           | 05                                                           | 06                                                           | 07                                                           | 08                                                           |                                                              |
| ------------------------------------------------------------ | ------------------------------------------------------------ | ------------------------------------------------------------ | ------------------------------------------------------------ | ------------------------------------------------------------ | ------------------------------------------------------------ | ------------------------------------------------------------ | ------------------------------------------------------------ | ------------------------------------------------------------ | ------------------------------------------------------------ |
| Nummer                                                       | 2                                                            | 2                                                            | 3                                                            | 3                                                            | 3                                                            | 6                                                            | 13                                                           | 32                                                           | uit                                                          |

### TROS Top 50
Hitnotering: 02-02-1984 t/m 29-03-1984. Hoogste notering: #1 (2 weken).

### TROS Europarade
Hitnotering: 19-02-1984 t/m 03-06-1984. Hoogste notering: #1 (7 weken). 

### NPO Radio 2 Top 2000
| Nummer met noteringen in de NPO Radio 2 Top 2000 | '99 | '00 | '01 | '02 | '03 | '04 | '05 | '06 | '07 | '08 | '09 | '10 | '11 | '12 | '13 | '14 | '15 | '16 | '17 | '18 | '19 | '20 | '21 | '22 | '23 | '24 |
| ------------------------------------------------ | --- | --- | --- | --- | --- | --- | --- | --- | --- | --- | --- | --- | --- | --- | --- | --- | --- | --- | --- | --- | --- | --- | --- | --- | --- | --- |
| Radio Ga Ga                                      | 221 | 164 | 287 | 203 | 208 | 213 | 241 | 317 | 449 | 274 | 327 | 387 | 312 | 395 | 338 | 418 | 475 | 489 | 463 | 138 | 163 | 217 | 243 | 252 | 312 | 471 |

1. ↑  Een vetgedrukt getal geeft de hoogste notering aan.